# Валерьяновка (Донецкая область)
Валерья́новка (укр. Валер'янівка) — село на Украине, находится в Волновахском районе Донецкой области.
Код КОАТУУ — 1421581201. Население по переписи 2001 года составляло 1088 человек. Почтовый индекс — 85754. Телефонный код — 6244.

## Адрес местного совета
85754, Донецкая область, Волновахский р-н, с. Валерьяновка, ул. Центральная, 43а